# La Jeune Fille en blanc
Pour plus de détails, voir Fiche technique et Distribution.
La Jeune Fille en blanc (The Girl in White) est un film américain en noir et blanc réalisé par John Sturges, sorti en 1952.
Le film s'inspire des mémoires d'une pionnière en chirurgie : Emily Barringer. 

## Fiche technique
- Titre : La Jeune Fille en blanc
- Titre original : The Girl in White
- Réalisation : John Sturges
- Scénario : Philip Stevenson, Allen Vincent, Irmgard von Cube, d’après Bowery to Bellevue: The Story of New York's First Woman Ambulance Surgeon d'Emily Dunning Barringer
- Direction artistique : Cedric Gibbons, Leonid Vasian
- Costumes : Helen Rose, Gile Steele
- Photographie : Paul Vogel
- Montage : Ferris Webster
- Musique : David Raksin
- Son : Douglas Shearer
- Producteur : Armand Deutsch
- Société de production et de distribution : Metro-Goldwyn-Mayer
- Pays de production :  États-Unis
- Langue originale : anglais
- Format : noir et blanc —  35 mm — 1.37:1 — son : Mono  (Western Electric Sound System)
- Genre : Drame
- Durée : 92 min
- Dates de sortie :
  - États-Unis : 23 juin 1952
  - France : 26 juin 1953

## Distribution
- June Allyson : Emily Dunning
- Arthur Kennedy : Ben Barringer
- Mildred Dunnock : Marie Yeomans
- Gary Merrill : Seth Pawling
- Jesse White : Alec
- Marilyn Erskine : infirmière Jane Doe
- Herbert Anderson : le docteur Barclay (crédité Guy Anderson)
- Gar Moore : le docteur Graham
- Don Keefer : le docteur Williams
- Ann Tyrrell : l’infirmière Bigley
- James Arness : Matt
- Curtis Cooksey : Commissioner of Hospitals Hawley
- Kathryn Card : Mme Lindsay
- Jonathan Cott : le docteur Ellerton
- Joan Valerie : l’infirmière Hanson